# 大和撫子 (AV女優)
大和 撫子（やまと なでしこ、1982年7月21日 - ）は、日本の元AV女優。スリーサイズ はB84cm・W59cm・H85cm。血液型はO型。

## 略歴
- 2002年 - AVデビュー、同年引退。

## 出演作品
- 初姫（2002年4月30日、プラチナティファニー）[1]
- 解体新女（2002年5月28日、プラチナティファニー）
- うごめく肉尻（2002年6月27日、プラチナティファニー）
- うれし快感、恥ずかし絶叫!（2002年7月24日、new）
- とろける快感（2002年8月21日、h.m.p）
- SEXカウンセラー 癒しのくちびる 白衣でファックセラピー（2002年9月20日、ミス・クリスティーヌ）[1]
- 乱入淫力（2002年10月25日、サム）
- 監禁遊戯（2002年11月15日、宇宙企画）[1]
- 堕天使X（2002年12月8日、バズーカ）[1]
- ウルトラ・ミックス 大和撫子（2003年1月30日、宇宙企画）

「監禁遊戯」$＆「堕天使X」の2タイトルをノーカット収録し+スペシャルムービー
- Full Volume! 大和撫子（2003年5月2日、ビデオバンク）